# 50×4
『50×4』（ごじゅうかけるよん）は日本のロック・バンドフラワーカンパニーズが2019年9月4日に発表した17枚目のスタジオ・アルバムである。

## 概要
- オリジナル・フル・アルバムとしては『ROLL ON 48』以来、2年ぶりにリリースされた。
- ジャケット写真は田島貴男がメンバーを撮影したものである[1]。

## 収録内容
| 全作詞: 鈴木圭介（#2,#7以外）、全編曲: フラワーカンパニーズ（#7：竹安堅一）。 |                          |                       |                      |      |
| #                                                                             | タイトル                 | 作詞                  | 作曲                 | 時間 |
| 1.                                                                            | 「Eeyo（Instrumental）」 | 鈴木圭介（#2,#7以外） | フラワーカンパニーズ | 1:36 |
| 2.                                                                            | 「DIE OR JUMP」          | 鈴木圭介（#2,#7以外） | フラワーカンパニーズ | 3:21 |
| 3.                                                                            | 「夜をまるごと」         | 鈴木圭介（#2,#7以外） | 鈴木圭介             | 3:35 |
| 4.                                                                            | 「ロックンロールバンド」 | 鈴木圭介（#2,#7以外） | 鈴木圭介             | 4:29 |
| 5.                                                                            | 「まずはごはんだろ?」    | 鈴木圭介（#2,#7以外） | 鈴木圭介             | 3:06 |
| 6.                                                                            | 「花束」                 | 鈴木圭介（#2,#7以外） | 鈴木圭介             | 4:40 |
| 7.                                                                            | 「50（Instrumental）」   | 鈴木圭介（#2,#7以外） | 竹安堅一             | 1:08 |
| 8.                                                                            | 「いましか」             | 鈴木圭介（#2,#7以外） | 鈴木圭介             | 5:33 |
| 9.                                                                            | 「バート」               | 鈴木圭介（#2,#7以外） | 鈴木圭介             | 2:56 |
| 10.                                                                           | 「25時間」               | 鈴木圭介（#2,#7以外） | 鈴木圭介             | 3:21 |
| 11.                                                                           | 「西陽」                 | 鈴木圭介（#2,#7以外） | 鈴木圭介             | 3:55 |
| 12.                                                                           | 「見晴らしのいい場所」   | 鈴木圭介（#2,#7以外） | 鈴木圭介             | 4:02 |
| 合計時間:                                                                     | 合計時間:                | 合計時間:             | 41:41                |      |

## 演奏
- 鈴木圭介 - ボーカル
- グレートマエカワ - ベース
- 竹安堅一 - ギター
- ミスター小西 - ドラムス